# Crassula peculiaris
Crassula peculiaris (лат.) — вид суккулентных растений рода Толстянка (Crassula) семейства Толстянковые (Crassulaceae), естественно произрастающий на территории Капской провинции Южно-Африканской Республики.

## Название
Родовое латинское название Crassula происходит от латинского слова crassus, — «толстый», в основном из-за присутствия у растений этого рода сочных листьев.
Видовой эпитет peculiaris переводится как — «особенный, своеобразный».

## Ботаническое описание
Многолетние растения, характеризующиеся тонкими раскидистыми ветвями, длиной до 0,3 метра. Листья имеют черешки длиной до 3 миллиметров; их пластинка может быть от яйцевидной до широкоэллиптической, размерами 3-8(-10) на (2-)4-6 миллиметров, обычно тупая и слегка сжатая сверху, покрытая длинными тонкими волосками, окрашенная в зеленый цвет.
Соцветие состоит из отдельных цветков, расположенных в пазухах листьев. Чашечка состоит из линейно-ланцетных долей длиной около 3 миллиметров, тупых или округлых, с редкими волосками, мясистых, окрашенных в зеленый цвет. Венчик чашевидный, в основании едва сросшийся, окрашенный в белый цвет; доли венчика эллиптически-продолговатые, длиной от 3,5 до 4 миллиметров, от тупых до закругленных, от прямых до слегка изогнутых. Тычинки с пыльниками желтоватого оттенка. Семена сосочковые.

## Распространение и экология
Встречается в Капской провинции и характеризуется преимущественным распространением в районе перевала Свартберг в хребте Грут-Свартберг. Это растение произрастает на защищенных склонах, предпочитая влажные места и затененные участки у скал.
По своему внешнему виду и месту обитания, сходен с Crassula tenuicaulis, Crassula papillosa и Crassula expansa, однако отличается от них габитусом и окружающей средой, особенно заметными сосочковыи семенами.

## Таксономия
Crassula peculiaris (Toelken) Toelken & Wickens, первое упоминание в Fl. S. Afr. 14: 123 (1985).

### Синонимы
Гомотипные (основанные на одном и том же номенклатурном типе):
- Crassula expansa subsp. peculiaris Toelken